# Air Kotok
Air Kotok is een bestuurslaag in het regentschap Bengkulu Tengah van de provincie Bengkulu, Indonesië. Air Kotok telt 524 inwoners (volkstelling 2010).